# Abu Harb
Abu Harb fou un príncep kakúyida fill d'Ala al-Dawla Abu Djafar Muhammad, el fundador de la dinastia.
Era el tercer germà; el primer Faràmurz ibn Muhàmmad va rebre Esfahan a la mort del pare (1041), el segon Abu Kalidjar Garshasp I va rebre Hamadan; i Abu Harb no va rebre res. Com que Faramurz havia rebut l'ikta de Rayy del sultà seljúcida Toghrul Beg (1040), va reclamar la successió a Esfahan amb el suport de l'emir buwàyhida de Fars i Khuzistan Imad al-Din Abu Kalidjar. Tot i l'ajut que aquest li va donar no va poder conquerir Esfahan i es va haver d'exiliar. Va morir probablement a l'exili a Fars o Khuzistan.